# Teorema de Hahn-Banach
El Teorema de Hahn-Banach és un teorema matemàtic de l'àrea d'Anàlisi funcional, dins la que ocupa un lloc important. Té principalment dues formes: la forma analítica i la forma geomètrica. La forma analítica afirma l'existència d'extensions de formes lineals, en espais vectorials, que compleixin una certa desigualtat respecte a una sub-norma (o una semi-norma o una norma). La forma geomètrica afirma l'existència, també en espais vectorials, d'hiperplans afins tancats que separin a parelles de conjunts convexos disjunts.
Podríem dir que aquest teorema permet d'obtenir en dimensió infinita resultats d'extensió de formes lineals que en dimensió finita serien molt més senzills, utilitzant bases i extensió de bases. Totes les demostracions d'aquest teorema utilitzen de manera essencial l'axioma de Zorn, excepte en el cas d'espais de Hilbert, que inclou en particular el cas dels espais de dimensió finita.
Aquest teorema rep el seu nom dels matemàtics Hans Hahn i Stefan Banach, que el van provar independentment a finals de la dècada de 1920, tot i que existeix una demostració anterior (1912) deguda a Eduard Helly.

## Enunciat
Presentem ara l'enunciat que podríem dir que és el menys sofisticat dins de la forma analítica, però que ja és suficient en moltes aplicacions:
Sigui {\displaystyle E} un espai vectorial normat real i sigui {\displaystyle G\subset E} un subespai vectorial de {\displaystyle E}. Tota forma lineal contínua {\displaystyle g\in G'} admet almenys una extensió {\displaystyle f\in E'} amb la propietat addicional que {\displaystyle \|f\|_{E'}=\|g\|_{G'}}.
Aquest cas particular és suficient per a demostrar, per exemple, que si {\displaystyle E} és un espai normat de dimensió infinita, aleshores {\displaystyle E'\neq \{0\}}.